# Ptilotus capitatus
Ptilotus capitatus är en amarantväxtart som först beskrevs av Ferdinand von Mueller, och fick sitt nu gällande namn av Charles Austin Gardner. Ptilotus capitatus ingår i släktet Ptilotus och familjen amarantväxter. Inga underarter finns listade i Catalogue of Life.